# 吳珵 (成化進士)
吳珵（1435年—？），字元玉，順天府大興縣匠籍，直隸蘇州府吳縣人。明朝政治人物。進士出身。

## 生平
天順三年（1459年）己卯科順天府鄉試第二十九名。成化五年（1469年）乙丑科會試第十三名，殿試登進士第二甲第二十七名。授南京工部主事，

## 家族
曾祖吳真一。祖父吳彥銘。父亲吳達（？-1465年），字道通，號思菴。母连氏，封太安人。